# Le nozze (film)
Le nozze (Свадьба, Svadba) è un film del 2000 diretto da Pavel Lungin.
Fu presentato in concorso al 53º Festival di Cannes.